# Puente de Vallecas (metropolitana di Madrid)
Puente de Vallecas è una stazione della linea 1 della metropolitana di Madrid.
Si trova sotto al ponte omonimo, nella confluenza di Avenida de la Ciudad de Barcelona con Avenida de la Albufera, tra i distretti Retiro e Puente de Vallecas.

## Storia
La stazione fu inaugurata l'8 maggio 1923, rimanendo capolinea della linea 1 fino al 2 luglio 1962. Negli anni sessanta venne ristrutturata per ampliare le pensiline. Recentemente sono state cambiate le volte e le pareti, migliorate le installazioni elettriche e impermeabilizzati i tetti.

## Accessi
Ingresso Albufera
- Albufera, pari Avenida de la Albufera, 14
- Albufera, dispari Avenida de la Albufera, 9

Ingresso Peña Prieta aperto dalle 6:00 alle 21:40
- Peña Prieta Avenida de Peña Prieta, 2